# Rad Racer
Rad Racer, originalmente lanzado en Japón como Highway Star (ハイウェイスター Haiuei Sutā?), es un juego de carreras desarrollado y publicado por Square para el Family Computer en 1987. En este juego, los jugadores conducen un Ferrari 328 o una máquina de carreras de F1 a través de un circuito de carreras.
El juego fue lanzado para el sistema de entretenimiento de Nintendo en América del Norte y Europa meses después de su debut en Family Computer. El juego fue parte de un intento de Square para hacer juegos en 3-D, y fue seguido por varios otros juegos que usaban la misma tecnología.
El juego vendió casi 2 millones de copias, y es considerado uno de los mejores juegos de carreras en el NES, pero también fue criticado por ser derivado de otros juegos de carreras del período.

## Gameplay

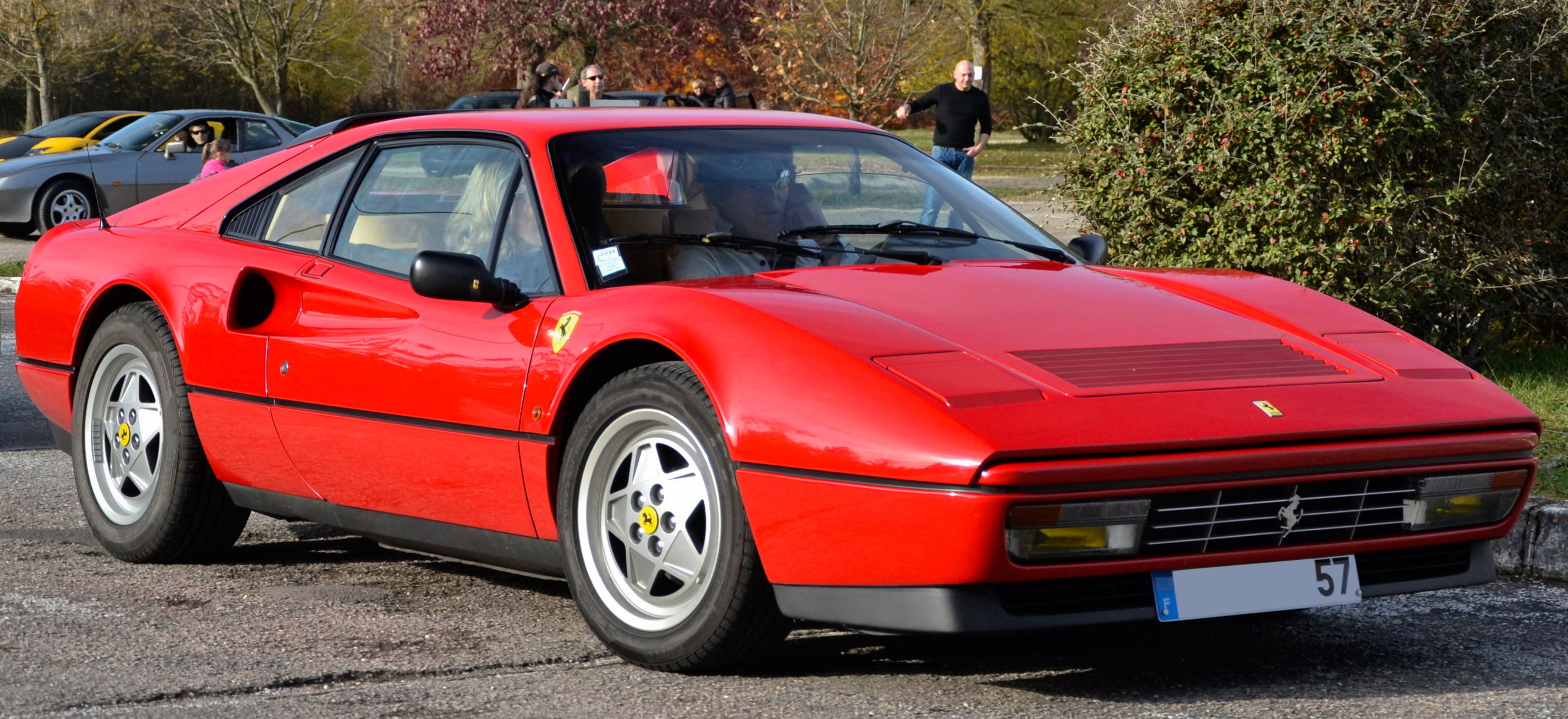
el jugador maneja un Ferrari 328 en el juego.

Los jugadores pueden elegir entre dos tipos de auto para competir; ya sea un 328 Twin Turbo o una máquina F1. Los jugadores de Rad Racer pueden activar un modo 3D durante el juego presionando el botón "Seleccionar" y usando gafas 3D. Los jugadores también pueden usar el Power Glove para controlar su vehículo.
La idea de Rad Racer es reunirse a través de un curso y sus puntos de control antes de que expire el temporizador. El coche del jugador se bloquea si choca con una señal de tráfico o un árbol a cualquier velocidad. Los autos golpeados desde atrás disminuyen la velocidad y los autos chocados desde un lado se lanzan en esa dirección. Los bloqueos llevan tiempo y dificultan que el jugador llegue al punto de control. Hay ocho niveles diferentes de habilidad creciente. Incluso si se acaba el tiempo, el vehículo puede continuar a la costa por un tiempo; si el vehículo alcanza un punto de control antes de quedarse sin impulso, el juego continúa. Si se acaba el tiempo y el auto no logra atravesar un gol antes de detenerse, el juego habrá terminado. El juego viene empaquetado con gafas 3D que se pueden usar para darle al jugador la ilusión de tres dimensiones (Square había incorporado previamente el uso de gafas 3D en 3D WorldRunner).[cita requerida] En la pantalla de selección de autos, el jugador puede escoja uno de los dos autos: un Ferrari 328 o una máquina de carreras F1, similar en apariencia al auto de Fórmula 1 Honda / Lotus 99T patrocinado por Camel 1987.[cita requerida] Aunque oficialmente no hay ganancia de rendimiento al elegir la máquina de carreras F1 sobre el Ferrari 328, esto es debatido por los fanáticos de las carreras.[cita requerida] Ambos autos tienen una velocidad máxima de 255 km / h (255 es el número entero más alto que se puede representar en 8 bits). En el juego, "turbo" se puede activar presionando el botón de subir para aumentar la velocidad del automóvil (pero solo después de que el automóvil llegue a 100 km / h), y desconectarse en cualquier momento soltando el botón. Presionando hacia abajo sobre el joypad también puede permitir al jugador seleccionar entre tres tipos de música de fondo o ninguno.

## Desarrollo

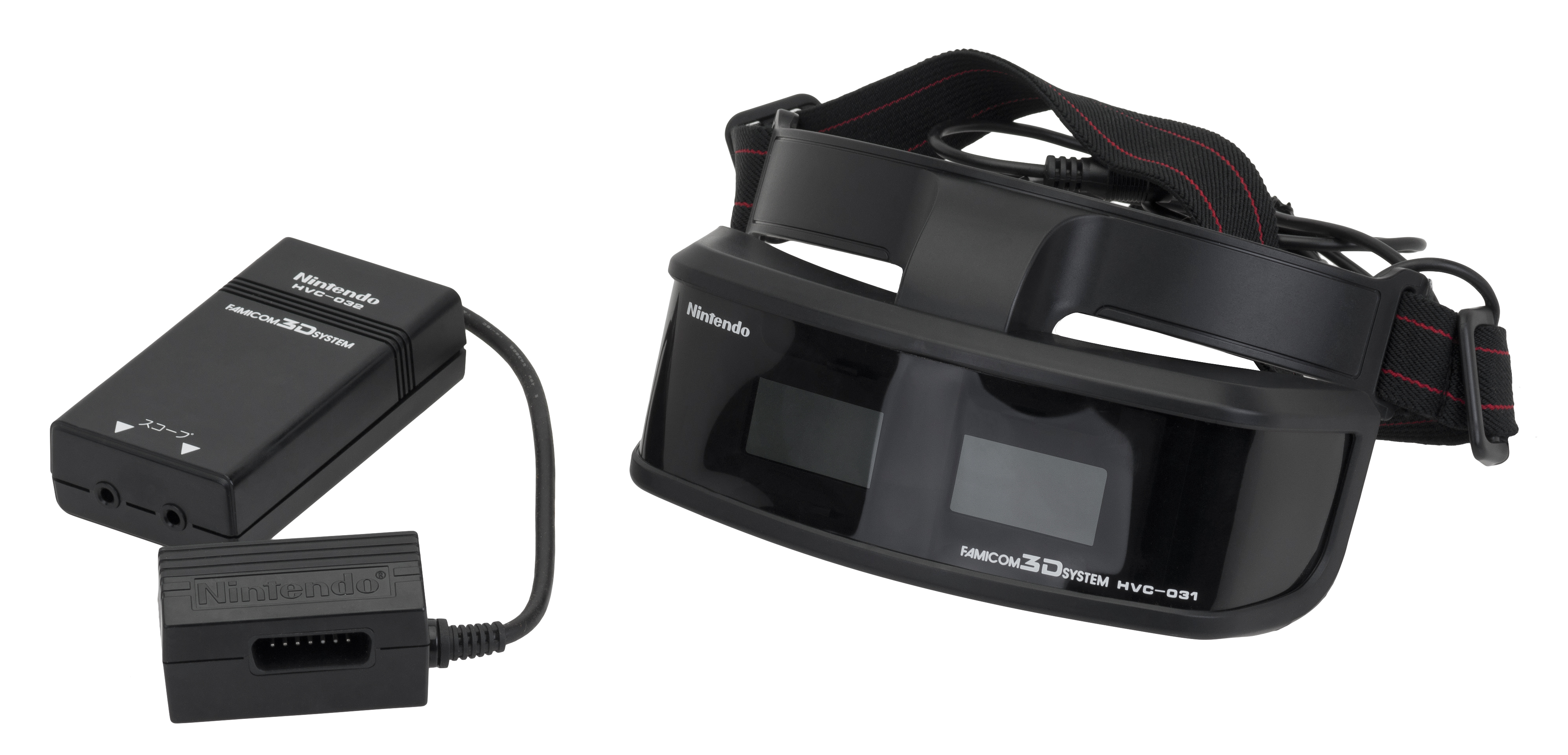
Rad Racer utilizó el sistema Famicom 3D para mostrar imágenes en 3D en su versión japonesa.

La razón principal del desarrollo del juego fue que el dueño de Square, Masafumi Miyamoto, quería demostrar las técnicas de programación en 3D de Gebelli.
Fue programado por Nasir Gebelli, diseñado y supervisado por Hironobu Sakaguchi, y presentaba música de Nobuo Uematsu, todos los cuales más tarde contribuyeron con Final Fantasy en papeles similares.[cita requerida] En 1987, existían pocos juegos de carreras para NES, y Rad Racer fue visto como la respuesta de Square a Sega's Out Run.[cita requerida] En Japón es uno de los pocos títulos del sistema diseñado para su uso con el sistema periférico Famicom 3D System de Nintendo para la experiencia 3D.[cita requerida] En 1990 Square siguió con una secuela exclusiva de América del Norte, Rad Racer II. Difería poco de la primera versión, y los jugadores consideraron la jugabilidad inferior; como resultado, no fue tan exitoso como la primera versión.[cita requerida]

## Recepción
Como uno de los principales corredores de NES, Rad Racer se encontró con críticas favorables y disfrutó de éxito comercial; ocupó el puesto 8 en la encuesta del jugador de Nintendo Powers Top 30. En su artículo The History of Square, GameSpot admitió que "Rad Racer tiene más que un parecido pasajero con Out Run", pero continuó diciendo que "es más que solo un clon" y acreditó el juego con "transmitir de manera efectiva el sentido adecuado de la velocidad ". Aunque el efecto 3D creó cierta sensación de profundidad en el juego, se vio obstaculizado por un parpadeo pronunciado de la pantalla. El artículo concluyó que el juego "se destaca por sí solo como un fino juego de carreras". Según Sakaguchi, Rad Racer y The 3-D Battles of WorldRunner vendieron "alrededor de 500.000 copias, lo cual fue bastante bueno".

### Legado
A pesar de los esfuerzos de Square Co. para crear juegos únicos con funciones en 3D como Rad Racer y 3-D Worldrunner, y grandes ventas, la compañía estaba en problemas financieros. Estos eventos fueron los que llevaron a un último intento de un gran éxito, Final Fantasy. Rad Racer se clasificó número 57 en los primeros 100 juegos de Nintendo Entertainment System de IGN, y fue llamado "icónico" y uno de los principales juegos de carreras de NES. Rad Racer apareció en una escena en la película The Wizard. Rad Racer II fue lanzado en 1990.